# Freedoms de Philadelphie
Les Freedoms de Philadelphie (en anglais : Philadelphia Freedoms) sont une équipe du World Team Tennis basée à Philadelphie. Elle a été fondée en 2001 en reprenant le nom d'une équipe de 1974.

## Effectif 2006
- Craig Kardon, entraîneur
- Casey Dellacqua
- Daniel Nestor
- Freddy Niemeyer
- Lisa Raymond
- Rennae Stubbs
- Venus Williams